# Hypena ochrea
Hypena ochrea är en fjärilsart som beskrevs av Tutt 1892. Hypena ochrea ingår i släktet Hypena och familjen nattflyn. Inga underarter finns listade i Catalogue of Life.